# Vokalgrupp

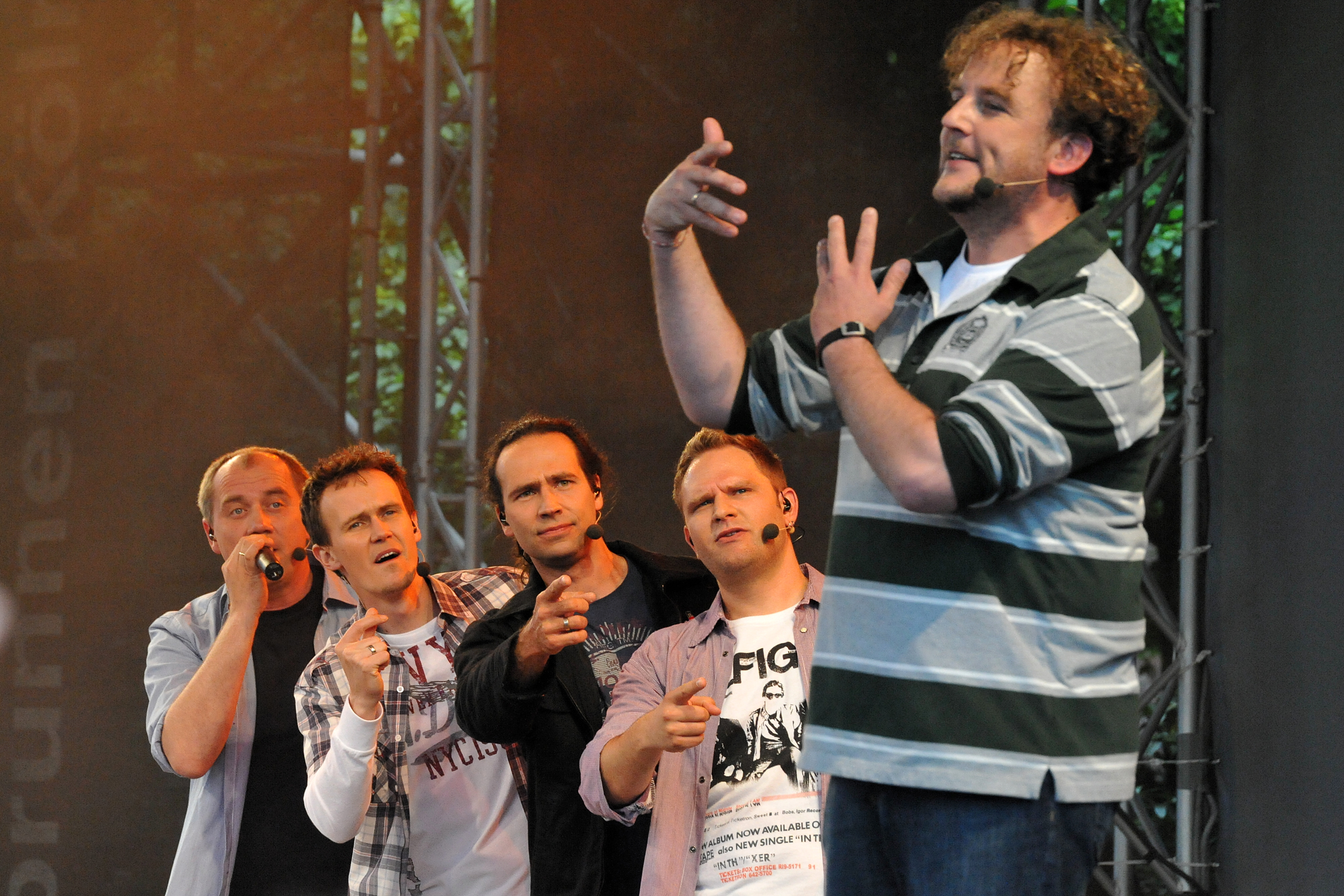
Den tyska vokalgruppen Wise Guys.

En vokalgrupp eller sånggrupp, på engelska oftast A Cappella Group är en grupp sångare som sjunger flerstämmigt, oftast med bara en, eller högst två,  sångare i varje stämma och oftast a cappella, utan instrumentalt ackompanjemang.
Många vokalgrupper håller sig bara inom en genre, som till exempel barbershop, pop eller jazz, medan andra besitter stor genrebredd som till exempel The King’s Singers som sjunger allt från engelsk renässansmusik till pop och nutida konstmusik. Andra grupper med stor genrebredd är The Swingle Singers, Chanticleer, Cantabile-The London Quartet, The Hebbe Sisters och The Real Group.
Manliga vokalgrupper använder ibland countertenor eller sopranist (manlig sopran) för de högsta stämmorna, till exempel Take 6, The King’s Singers och Chanticleer.
Sveriges första internationella vokalgruppsfestival ägde rum i Västerås 2008.